# バッファロー・バイソンズ (1879-1885年)

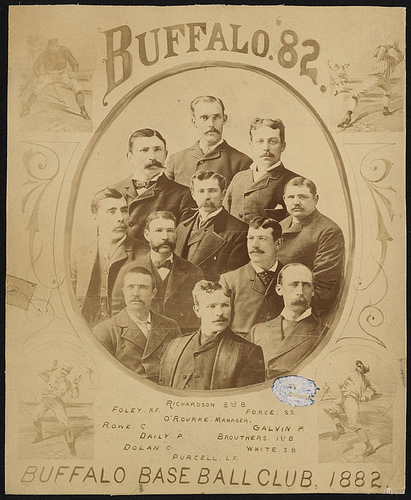
1882年

バッファロー・バイソンズ (Buffalo Bisons) は、1879年から1885年にかけて、アメリカ合衆国ニューヨーク州バッファローを本拠地として、メジャーリーグベースボールのナショナルリーグに加盟していたプロ野球球団。

## 歴史
1877年にプロ野球球団として創設され、当初は独立系のチームとして活動していた。1878年に当時のプロ野球リーグであったインターナショナル・アソシエーションに参加した後、1879年にナショナルリーグに参加した。当初のロースターはわずか12人だったが、後にアメリカ野球殿堂入りしたパッド・ガルヴィンが主力投手として在籍していた。ガルヴィンはこの年66試合に登板して37勝を挙げ、チームは加盟1年目でリーグ3位の成績を収めた。
1880年は加入選手の数を増やしたが逆にチームの成績は低迷した。この中には後に投手としてシーズン59勝の記録を作ったチャールズ・ラドボーンもいたが、当時野手だったラドボーンはわずか6試合出場しただけで放出されてしまった。なお同年8月20日には、ガルヴィンがウースター・ルビーレッグスを相手に無安打試合を達成した。この年は成績不振から財政が不安定だったが、チームは新たに資本を注入され破綻を免れた。
1881年、バイソンズは監督兼任選手としてジム・オルークを招聘、ダン・ブローザース、デビー・フォース、ディーコン・ホワイトらを加入させるなど大きな補強を行った。ブローザースはこの年リーグ最多の8本の本塁打を放つなど期待に応え、チームもこの年と翌年に再びリーグ3位まで躍進した。なお1882年には、ブローザースがリーグ首位打者となり、またこの年ボストン・レッドキャップスから加入したカリー・フォリーが、5月25日の試合で満塁本塁打を含むメジャーリーグ史上初のサイクル安打を達成した。
ガルヴィンは続く1883年と1884年の2年続けて46勝を挙げるという記録を作り、また打の中心だったブローザースは1883年に2年連続の首位打者となるなど、チームを牽引した。チームはより多くの観客を動員するために、新しい球場「オリンピック・パーク」の建設に着手、1884年から本拠地としたが、選手の高い年俸の負担は依然として重かった。監督を兼任していたオルークは、1884年を最後にチームを離れ、ニューヨーク・ゴッサムズに移っていった。
1885年、球団はこの年調子の上がらなかったガルヴィンを、シーズン途中でピッツバーグ・パイレーツに放出。しかしこれを境にチームの投手力は一気に弱体化し、この年の勝率は3割台と低迷した。経営的に行き詰まったバイソンズは、この年の9月に主力選手をデトロイト・ウルバリンズに放出し、ナショナルリーグから脱退した。ナショナルリーグでの最後の試合の観客はわずか12人だった。翌1886年、バイソンズはマイナーリーグのインターナショナルリーグに参加。なおこの年、バイソンズには後にアメリカ野球殿堂入りしたアフリカ系アメリカ人選手、フランク・グラントが加入し、1888年までプレーした。
1969年、バイソンズはこの年よりナショナルリーグに参加したモントリオール・エクスポスの傘下となり、エクスポスの意向で1970年シーズンからカナダのマニトバ州ウィニペグに本拠地を移してウィニペグ・ウィップス (Winnipeg Whips) となった。これはマイナーリーグの中でもウィニペグに近いアメリカ中西部を範囲とするアメリカン・アソシエーションへの移籍を前提としたものであったが、成績の低迷やコストの大幅増加、さらにアメリカン・アソシエーションへの移籍が失敗したこともあって、1972年からバージニア州ハンプトンに移転した。チームはペニンシュラ・ウィップス (Peninsula Whips) と名前を改めたが、2シーズンの間プレーしたのみで解散した。
「バッファロー・バイソンズ」の名は、その後1985年からバッファローを拠点としているマイナーリーグチームに引き継がれている。また、1890年の1シーズンのみ、同名のチームがメジャーリーグでプレーしていた。

## 戦績
| 年度   | リーグ | 試合 | 勝利 | 敗戦 | 勝率 | 順位 | 監督                                      | 本拠地               |
| ------ | ------ | ---- | ---- | ---- | ---- | ---- | ----------------------------------------- | -------------------- |
| 1879年 | NL     | 79   | 46   | 32   | .590 | 3位  | ジョン・クラップ                          | リバーサイド・パーク |
| 1880年 | NL     | 85   | 24   | 58   | .293 | 7位  | サム・クレーン                            | リバーサイド・パーク |
| 1881年 | NL     | 83   | 45   | 38   | .542 | 3位  | ジム・オルーク                            | リバーサイド・パーク |
| 1882年 | NL     | 84   | 45   | 39   | .536 | 3位  | ジム・オルーク                            | リバーサイド・パーク |
| 1883年 | NL     | 98   | 52   | 45   | .536 | 5位  | ジム・オルーク                            | リバーサイド・パーク |
| 1884年 | NL     | 115  | 64   | 47   | .577 | 3位  | ジム・オルーク                            | オリンピック・パーク |
| 1885年 | NL     | 113  | 38   | 74   | .339 | 7位  | パッド・ガルヴィン ジャック・チャップマン | オリンピック・パーク |

## 所属した主な選手
- ジム・オルーク: 選手兼任監督。1884年に最多安打を記録。
- ダン・ブローザース: 内野手。バッファロー在籍時は首位打者2回、最多打点1回、最多安打2回。
- パッド・ガルヴィン: メジャー史上最初の300勝投手。バッファローでは218勝を挙げた。

## 主な球団記録
- 通算安打数: 772（ハーディー・リチャードソン）
- 通算本塁打: 38（ダン・ブローザース）
- 通算打点数: 343（ダン・ブローザース）
- 通算勝利数: 218（パッド・ガルヴィン）
- 通算奪三振: 1303（パッド・ガルヴィン）